# Vaišelga litván nagyfejedelem
Vaišelga vagy Vaišvilkas (†1268, december 9.) Litvánia nagyfejedelme 1264-67 között.

## Élete
Vaišelga Litvánia első – és egyetlen megkoronázott – királyának, Mindaugasnak a fia volt. Fiatalkoráról semmit sem tudunk, először 1254-ben említik a források, amikor apja nevében szerződést kötött Danyiil halicsi királlyal. A szerződésben Halics elismerte a litván hódításokat a Navahrudak központú Fekete Ruténiában és megerősítésül Danyiil fia, Svarn feleségül vette Vaišelga húgát. Apja feltehetően kinevezte Navahrudak kormányzójává. A korábban pogány Vaišelga felvette az ortodox keresztény vallást és apjával ellentétben (aki csak politikai számításból keresztelkedett meg katolikusnak) annyira komolyan vette, hogy lemondott minden címéről, kormányzóságát átadta Danyiil másik fiának, Romannak és szerzetesnek állt egy polonnei kolostorban. Három évvel később, 1257-ben zarándoklatra indult a görögországi Athosz-hegyre, de a bulgáriai háború miatt vissza kellett fordulnia. Visszatérte után 10-12 társával a Nyeman-folyó mellett megalapította a Lavrasev-kolostort. 
Vaišelga egy évig élt a kolostorban, amikor 1258-ban a tatárok és halicsi vazallusaik fosztogató támadást indítottak Litvánia ellen. Ezután visszatért a világi életbe, unokatestvérével, Tautvilas polocki herceggel közösen elfogták és megölték Roman Danyilovicsot és Vaišelga újra Navahrudak fejedelmévé vált. 

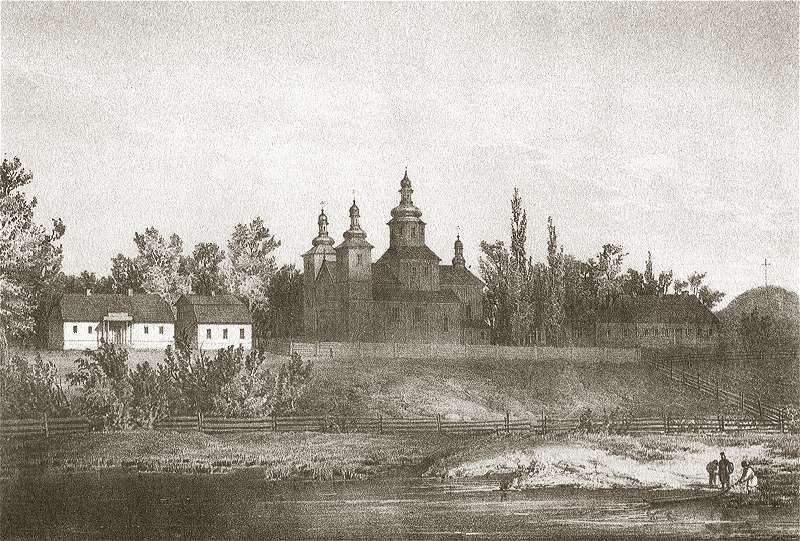
A hagyomány szerint Vaišelga által alapított kolostor (Napoleon Orda képe)

1263-ban két összeesküvő főnemes, Treniota és Daumantas meggyilkolta a Mindaugas királyt és két kisebbik fiát, Vaišelga (feltehetően) féltestvéreit és Treniota megkaparintotta a trónt is. Vaišelga egy rövid időre Pinszkbe menekült, majd az ottani fejedelem és sógora, Svarn segítségével elfoglalta Fekete Ruténiát, majd elűzte fejedelemségéből Daumantast és 1264-ben sikerült megölniük Treniotát. Vaišelga lett a nagyfejedelem. Igyekezett jó kapcsolatokat fenntartani a Teuton és a Livóniai Lovagrendekkel. Utóbbival békét kötött és kereskedelmi kapcsolatot is kiépített velük. Litvánia többé nem támogatta a teutonok elleni nagy porosz felkelést. 1265-ben Svarnnal közösen betört Lengyelországba, hogy megbosszulja a lengyelek egy évvel korábbi fosztogatásait. 
1267-ben Svarn javára lemondott a trónról és visszavonult szerzetesnek. A következő évben, miközben Vaszilkó volhíniai fejedelemnél vendégeskedett, Svarn fivére, Lev Danyilovics - aki dühös volt rá, mert neki semmit sem juttatott a hatalomból - rátámadt és megölte. 

## Fordítás
- Ez a szócikk részben vagy egészben  a(z)   Войшелк című orosz Wikipédia-szócikk ezen változatának fordításán alapul.  Az eredeti cikk szerkesztőit annak laptörténete sorolja fel. Ez a jelzés csupán a megfogalmazás eredetét és a szerzői jogokat jelzi, nem szolgál a cikkben szereplő információk forrásmegjelöléseként.
- Ez a szócikk részben vagy egészben  a   Vaišvilkas című angol Wikipédia-szócikk ezen változatának fordításán alapul.  Az eredeti cikk szerkesztőit annak laptörténete sorolja fel. Ez a jelzés csupán a megfogalmazás eredetét és a szerzői jogokat jelzi, nem szolgál a cikkben szereplő információk forrásmegjelöléseként.